# Niklas Wellen
Niklas Wellen (* 14. Dezember 1994 in Krefeld) ist ein deutscher Hockey-Nationalspieler, der 2023 Weltmeister sowie 2016 Olympiadritter und 2024 Olympiazweiter wurde.

## Leben
Niklas Wellen vom Crefelder HTC gewann 2013 mit der Junioren-Nationalmannschaft den Weltmeistertitel. Mit der Herren-Nationalmannschaft belegte er den zweiten Platz bei der Feldhockey-Europameisterschaft 2015. Wellen gehört zum Aufgebot für die Olympischen Spiele 2016 in Rio de Janeiro. Dabei gewann er – zusammen mit der Hockey-Olympiamannschaft – eine Bronzemedaille und wurde dafür am 1. November 2016 mit dem Silbernen Lorbeerblatt geehrt.
2021 wurde Wellen mit der deutschen Mannschaft Zweiter der Europameisterschaft in Amstelveen. Bei den Olympischen Spielen in Tokio belegten die Deutschen den zweiten Platz in ihrer Vorrundengruppe. Nach ihrer Halbfinalniederlage gegen die Australier verloren die Deutschen das Spiel um den dritten Platz mit 4:5 gegen die indische Mannschaft. Bei der Weltmeisterschaft 2023 in Bhubaneswar wirkte Wellen in allen sieben Spielen mit und erzielte sieben Tore. Das Finale gegen Belgien wurde im Shootout entschieden, wobei Wellen ein Tor erzielte und im Shootout zweimal erfolgreich war. Er wurde als bester Spieler des Turniers ausgezeichnet. Bei den Olympischen Spielen 2024 in Paris gewann die deutsche Mannschaft ihre Vorrundengruppe vor den Niederländern, die im direkten Vergleich mit 1:0 bezwungen wurden. Mit einem 3:2 gegen die Argentinier und einem 3:2 im Halbfinale gegen die Inder erreichten die Deutschen das Finale gegen die Niederländer. Nach der regulären Spielzeit stand es 1:1 und dann unterlagen die Deutschen im Shootout.
Insgesamt bestritt er bislang 284 Länderspiele, davon 213 A-Länderspiele (68 Tore) sowie 71 in der Jugend (28 Tore). (Stand 16. August 2024)
Niklas Wellen nahm 2014 ein Studium zum Wirtschaftsingenieur an der RFH in Köln auf.